# Er Wang Tung
Er Wang Tung (čínsky pchin-jinem Èr wáng dòng, znaky 二王洞; česky Druhá královská jeskyně) je jeskynní systém v okrese Wu-lung v Čínské lidové republice. Jeho hlavní vchod je u vesnice Er Wang Tung, podle níž je jeskyně pojmenována. Jeskyně má délku 42 km a při jejím průzkumu bylo zjištěno, že některé části jeskyně jsou tak obrovské, že mají vlastní klima – tvoří se v ní totiž mlha.
Jeskyní protéká podzemní řeka Čchüan-kchou Tung (čínsky pchin-jinem Quankou Dong).
Jeskynní systém se nachází poblíž jiného velkého jeskynního systému San Wang Tung, které má délku 67 km. Je také možné, že oba jeskynní systémy jsou propojeny.